# 11.º Batalhão de Infantaria de Montanha
O 11º Batalhão de Infantaria de Montanha (11º BI Mth) é uma unidade do Exército Brasileiro, especializada em combate em ambiente de montanha, aprimorando e desenvolvendo técnicas especiais de operações em montanha e utilizando-se de equipamentos e armamentos específicos a este teatro de operações.
Localizado em São João del Rei, no estado de Minas Gerais, está subordinado à 4.ª Brigada de Infantaria Leve (Montanha), sediada em Juiz de Fora.

## História

### Antecedentes
A unidade remonta a 1888, criada em Rio Pardo, na então província do Rio Grande do Sul, como 28º Batalhão de Infantaria. No início do período republicano, serviu na Campanha de Canudos, no sertão da Bahia, tendo sido transferido, ao retornar, para São João del-Rei em 1897. Em 1909, passou a ser denominada como 51º Batalhão de Caçadores. Teve participação na guerra civil denominada Guerra do Contestado.
Em 1920, se instalou em São João del-Rei o 54º Batalhão de Caçadores, se estruturando assim o 11º Regimento de Infantaria.

### O Onze na Segunda Guerra Mundial
A participação do "Onze" na Segunda Guerra Mundial foi, sem dúvida, o capítulo mais importante em sua história. Como destaque tem-se a conquista da localidade de Montese, situada em terreno montanhoso e fortemente defendida pelos alemães como último baluarte a barrar o avanço das tropas aliadas na direção do Vale do Pó. No dia 14 de Abril de 1945, o maciço de Montese transformou-se no palco da mais árdua e sangrenta batalha das armas brasileiras na Itália, no dizer do próprio Comandante da FEB, Marechal Mascarenhas de Morais. Um pelotão do 11º RI foi o primeiro a entrar na cidade de Montese, avançando em ofensiva e infiltrando-se nas linhas inimigas. Neste combate houve uma homenagem prestada pelos alemães a três soldados brasileiros que, em missão de patrulha, não se sabe a história correta, mas constatou-se que ao se depararem com uma patrulha alemã, tendo recebido ordem para se renderem, atiraram-se ao chão e abriram fogo contra o inimigo, até acabar a munição. Não satisfeitos, armaram suas baionetas e avançaram contra a Companhia, perecendo face à superioridade numérica do inimigo;
Porém, em uma nota divulgada pela diretoria do Exército, a história popular de que os "três de Montese" morreram em troca de tiros até as últimas munições contra alemães é falsa. Segundo o órgão máximo de pesquisa histórica do Exército Brasileiro, também não há "evidências históricas do enterro desses militares por parte dos alemães".

## O Montanhismo Militar
Em face da missão recebida do Estado-Maior do Exército (EME), em 1997, o 11º BI Mth transformou-se na Unidade pioneira do montanhismo militar do Exército Brasileiro para a aplicação e para o desenvolvimento das técnicas exigidas pela especialização.
O Batalhão serve de organização experimental para a aplicação da doutrina de operações em montanha. Assim, tem participado de intercâmbios de instrução na América do Sul, nos Estados Unidos da América e na Europa, enviando oficiais e sargentos para a aquisição e o aperfeiçoamento de novas técnicas de montanhismo.
Fruto dessa especialização, o 11º BI Mth transformou-se em Unidade-Escola.
Atualmente, desenvolve os seguintes estágios ministrados pela Seção de Instrução de Montanhismo (SIM) aos militares da tropa de montanha e tropas especiais do Exército, Marinha, Força Aérea e Forças Auxiliares de diversos estados.
- Estágio Básico do Combatente de Montanha
- Estágio de Auxiliar de Guia de Cordada
- Curso Básico de Montanhismo
- Curso Avançado de Montanhismo

Como Unidade peculiar que se tornou, o 11º BI Mth passou a apoiar diversos pedidos de cooperação de instrução das diversas escolas de formação e aperfeiçoamento do Exército, tanto para as aplicações das técnicas de montanhismo, quanto para a realização de exercícios táticos na região de montanha de São João del-Rei.
Na busca incessante do seu aperfeiçoamento, o Batalhão procurou adquirir equipamentos dos mais modernos para a atividade de montanhismo. Atualmente, a sua Seção de Intrução de Montanhismo está dotada com material suficiente para equipar um Batalhão de Infantaria de Montanha, de modo a torná-la capaz de atuar em operações ofensivas e defensivas, em terreno montanhoso.

### Intercâmbios e colaborações
O Batalhão ensina suas técnicas especiais a outras unidades militares brasileiras, que vão frequentar seus cursos e estágios, auxilia o treinamento das unidades integrantes da Força de Ação Rápida Estratégica do Exército, tais como a Brigada de Operações Especiais, Brigada de Infantaria Paraquedista e a 12.ª Brigada de Infantaria Leve (Aeromóvel).
Também multiplica suas técnicas de operações em montanha a outras unidades de elite da Marinha e da Força Aérea, bem como a unidades especiais das Forças Auxiliares, como o Batalhão de Operações Policiais Especiais da PMERJ.

## Participações
Do passado remoto e recente do 11º BI Mth extraem-se episódios marcantes, entre os quais se destacam:
- participação efetiva na Campanha de Canudos, na Guerra do Contestado, nas Revoluções de 1924, 1930, 1932 e  Golpe Militar de 1964;
- participação na Segunda Guerra Mundial, como integrante da Força Expedicionária Brasileira, quando atuou em todas as batalhas, culminando com a glória maior da conquista de Montese - o mais sangrento combate de que participou a tropa brasileira naquele conflito.

Cabe ressaltar a sua recente participação em Missão de Paz da ONU, com uma expressiva representação de 147 militares, que integraram o Batalhão de Força de Paz em Angola, no período de fevereiro a agosto de 1996.
Atualmente, o "Onze" é a referência do montanhismo militar no Exército Brasileiro, única unidade a desenvolver as técnicas e as táticas do combate em terreno montanhoso.